# Cervera de Pisuerga
Cervera de Pisuerga è un comune spagnolo di 2 566 abitanti situato nella comunità autonoma di Castiglia e León, comarca di Montaña Palentina.